# Domenico Alberti
Domenico Alberti (Venècia, 1712 - Roma, 1740) fou un compositor, clavicordista i cantant italià. El seu treball romangué entre el Barroc i el Classicisme.
Alberti estudià música amb Lotti i Biffi. Compongué òperes, cançons i sonates per a instruments de teclat. És conegut per l'ús freqüent d'un tipus d'acompanyament anomenat baix d'Alberti, malgrat que no va ser el primer a utilitzar-lo. En els seus primers temps, Alberti fou conegut com a cantant i sovint s'acompanyava a si mateix amb el clavicordi. Avui, Alberti és considerat un compositor menor i llurs obres són rarament executades, però el baix d'Alberti fou molt emprat posteriorment pels compositors per a teclat en l'era clàssica de la música.
Se li deuen les partitures de les òperes: Endimion, de Metastasio; Olimpiada (Venècia, 1733) i Galatea (Venècia, 1738). Les seves sonates Op. 1. resultaren molt controvertides per considerar que el compositor Giuseppe Jozzi se les va apropiar. Malgrat la polèmica i els estudis, hi ha i musicòlegs que encara dubten que les citades sonates no siguin de Jozzi.